# بیوانی
بیوانی
شهر بیوانی (به انگلیسی: Bhiwani) با جمعیت ۲۱۴٫۴۱۳ نفر در ایالت هاریانا در کشور هند واقع شده‌است.